# Hamburger Lehrpreis
Mit dem Hamburger Lehrpreis prämiert die Behörde für Wissenschaft, Forschung und Gleichstellung (BWFG) seit 2009 jährlich herausragende und innovative Lehrleistungen an den sechs staatlichen Hamburger Hochschulen. Die Preise sind mit jeweils 10.000 Euro dotiert.

## Bedingungen
Vorschlagsberechtigt für den Hamburger Lehrpreis sind ausschließlich Studierende. Ihre Vorschläge werden von einer Jury der Hochschule unter Beteiligung von Studierenden anhand festgelegter Kriterien bewertet, und eine Kandidatin oder ein Kandidat bzw. ein Team von Lehrenden werden für die Preisvergabe durch den Präses der Behörde für Wissenschaft, Forschung und Gleichstellung nominiert.

## Liste der Preisträger

### Universität Hamburg(Uni Hamburg, UHH)
2025
- Elisabeth Allgoewer (Fakultät für Wirtschafts- und Sozialwissenschaften)
- Lars Hummel (Fakultät für Rechtswissenschaft)
- Stella  Mercedes Fingas (Fakultät für Psychologie und Bewegungswissenschaft)
- Patrick Ziegelmüller (Fakultät für Mathematik, Informatik und Naturwissenschaften)
- Manuel Becker (Fakultät für Geisteswissenschaften)
- Kira Weber (Fakultät für Erziehungswissenschaft)
- Tobias Vlćek (University of Hamburg Business School)

2024
- Tobias Vlćek, Fiona Sauerbier und Simon Rienks (Fakultät für Betriebswirtschaftslehre)
- Karen Weddehage und Nina Weißenborn (Fakultät für Erziehungswissenschaft)
- Martin Stieben und Mohammed El-Nabulsi (Fakultät für Mathematik, Informatik und Naturwissenschaften)
- Michael Paetz (Fakultät für Wirtschafts- und Sozialwissenschaften)
- Mailin Loock (Fakultät für Rechtswissenschaften)
- Britta Harms (Fakultät für Geisteswissenschaften)
- Sylvie Vincent-Höper und Wiebke Langer (Fakultät für Psychologie und Bewegungswissenschaften)
- Parisa Moll-Khosrawi (Medizinische Fakultät)

2023
- Birgit Schwartz-Reinken (Fakultät für Betriebswirtschaftslehre)
- Sylvia Kesper-Biermann (Fakultät für Erziehungswissenschaft)
- Frank Fehrenbach, Dominik Hünniger und Valérie Kobi (Fakultät für Geisteswissenschaften)
- Andrea Thorn (Fakultät für Mathematik, Informatik und Naturwissenschaften)
- René Werner und Rüdiger Schmitz (Fakultät für Medizin)
- Jan Mehnert (Fakultät für Psychologie und Bewegungswissenschaft)
- Maximilian Waßmuth (Fakultät für Rechtswissenschaft)
- Martin Sauber (Fakultät für Wirtschafts- und Sozialwissenschaften)

2022
- Arne Schulz (Fakultät für Betriebswirtschaftslehre)
- Frederik Bükers (Fakultät für Erziehungswissenschaft)
- Hendrik Althoff (Fakultät für Geisteswissenschaften)
- Mathias Fischer und Johannes Weidinger (Fakultät für Mathematik, Informatik und Naturwissenschaften)
- Ralf Smeets (Fakultät für Medizin)
- Stefanie Wolff (Fakultät für Psychologie und Bewegungswissenschaft)
- Mathias Honer und Anton Sefkow (Fakultät für Rechtswissenschaft)
- Franziska Müller (Fakultät für Wirtschafts- und Sozialwissenschaften), zusammen mit den Studierenden Lara Thien, Benjamin Zink, Inga Mühlheims, Florian König, Eva Julie Marsland, Annika Kruse, Janna Hill, Cornelius Vetter, Lena Wischnat, Daha Yeo, Alina Stegemann und Christina Laukötter

2021
- Jannis Malte Kück (Fakultät für Betriebswirtschaft)
- Christiane Mettlau und Christoph Henriksen (Fakultät für Erziehungswissenschaft)
- Hanno Grahn, Thorsten Budelmann, Julian Brätz und Andreas Guse (Medizinische Fakultät)
- Elke Fischer und Tilo Böhmann (Fakultät für Mathematik, Informatik und Naturwissenschaften)
- Julia Geneuss und Jan Christoph Bublitz (Fakultät für Rechtswissenschaft)
- Almut Peukert (Fakultät für Wirtschafts- und Sozialwissenschaften)
- Stefan Goldschmidt, Cornelia Springer, Meron Tadesse und Zami Khalil (Fakultät für Geisteswissenschaften)
- Kathrin Kohake (Fakultät für Psychologie und Bewegungswissenschaft)

2020
- Martin Tschöke (Fakultät für Betriebswirtschaft)
- Christian Scheifele (Medizinische Fakultät)
- Kea Glaß (Fakultät für Wirtschafts- und Sozialwissenschaften)
- Wiebke Herrmann und Hannes Baumann (Fakultät für Psychologie und Bewegungswissenschaft)
- Alina Gregor und Wolfgang Sting (Fakultät für Erziehungswissenschaft)
- Daniel Moldt (Fakultät für Mathematik, Informatik und Naturwissenschaften)
- Reinhard Bork (Fakultät für Rechtswissenschaft)
- Petra Lange-Berndt und Karsten Müller (Fakultät für Geisteswissenschaften)

2019
- Nicole V. S. Ratzinger-Sakel (Fakultät für Betriebswirtschaft)
- Sigrid Harendza (Medizinische Fakultät)
- Gunnar Liedtke (Fakultät für Psychologie und Bewegungswissenschaft)
- Julia Gerick (Fakultät für Erziehungswissenschaft)
- Anne Dienelt und Dana-Sophia Valentiner (Fakultät für Rechtswissenschaft)
- Jolene Mathieson (Fakultät für Geisteswissenschaften)
- Andreas Czech (Fakultät für Mathematik, Informatik und Naturwissenschaften)
- Kristin Paetz (Fakultät für Wirtschafts- und Sozialwissenschaften)

2018
- Mareike Schmidt und Markus Kotzur (Fakultät für Rechtswissenschaft)
- Felix Boor (Fakultät für Wirtschafts- und Sozialwissenschaften)
- Friederike Cuello und Bärbel Kahl-Nieke (Medizinische Fakultät)
- Jens Joachim Rogmann (Fakultät für Erziehungswissenschaft)
- Nadine Leisner (Fakultät für Geisteswissenschaften)
- Thomas Andreae (Fakultät für Mathematik, Informatik und Naturwissenschaften)
- Sylvie Vincent-Höper (Fakultät für Psychologie und Bewegungswissenschaft)
- Guido Voigt (Fakultät für Betriebswirtschaft)

2017
- Mareike Schmidt und Alexander Stark (Fakultät für Rechtswissenschaft)
- Svenja Ahlhaus (Fakultät für Wirtschafts- und Sozialwissenschaften)
- Martin Riemer (Medizinische Fakultät)
- Malte Pfeiffer (Fakultät für Erziehungswissenschaft)
- Thorsten Logge (Fakultät für Geisteswissenschaften)
- Frank Heitmann (Fakultät für Mathematik, Informatik und Naturwissenschaften)
- Jan Wacker (Fakultät für Psychologie und Bewegungswissenschaft)
- Moritz Lukas (Fakultät für Betriebswirtschaft)

2016
- Nora Markard (Fakultät für Rechtswissenschaft)
- Julian Eckl (Fakultät für Wirtschafts- und Sozialwissenschaften)
- Heimo Ehmke (Medizinische Fakultät)
- Katajun Amipur (Fakultät für Erziehungswissenschaft)
- Silke Segler-Meßner (Fakultät für Geisteswissenschaften)
- Zoya Ignatova (Fakultät für Mathematik, Informatik und Naturwissenschaften)
- Yvonne Nestoriuc und Mike Mösko (Fakultät für Psychologie und Bewegungswissenschaft)
- Christian-Mathias Wellbrock (Fakultät für Betriebswirtschaft)
- Catrin Grobbin (Fakultät für Psychologie und Bewegungswissenschaft; nachträglich verliehen)

2015
- Marie-Therese Hölscher und Dana Valentiner (Fakultät für Rechtswissenschaft)
- Miriam Braßler (Fakultät Wirtschafts- und Sozialwissenschaften)
- Heidrun Lauke-Wettwer (Medizinische Fakultät)
- Dagmar Knorr (Fakultät für Erziehungswissenschaft)
- Anna Artwińska und Katarzyna Różańska (Fakultät für Geisteswissenschaften)
- Arne Cierjacks (Fakultät für Mathematik, Informatik und Naturwissenschaften)
- Nataliya Chukhrova (Fakultät für Betriebswirtschaft)
- Sylvie Vincent-Höper (Fakultät für Psychologie und Bewegungswissenschaft)

2014
- Julia Geneuss und Oliver van der Schoot (Fakultät für Rechtswissenschaft)
- Kai-Uwe Schnapp (Fakultät Wirtschafts- und Sozialwissenschaften)
- Maren Erhardt (Medizinische Fakultät)
- Katrin Bothe (Fakultät für Erziehungswissenschaft)
- Das Team Friedrich Geiger vom Institut für Historische Musikwissenschaft und Andreas Janke vom Graduiertenkolleg Manuskriptkulturen (Fakultät für Geisteswissenschaften)
- Gleichberechtigt Julia Kehr vom Fachbereich Biologie und Henning Moritz vom Fachbereich Physik (Fakultät für Mathematik, Informatik und Naturwissenschaften)
- Fabian Jungk (Fakultät für Betriebswirtschaft)

2013
- Hamburger Examenskurs („HEX“, Fakultät für Rechtswissenschaft)
- Arne Johannssen (Fakultät Wirtschafts- und Sozialwissenschaften)
- zu gleichen Teilen Alexander Laatsch und das Lehr-Team des Instituts für Rechtsmedizin, vertreten durch Priv.-Doz. Jan Sperhake, Priv.-Doz. Sven Anders und Klaus Püschel (Medizinische Fakultät)
- Johannes Meyer-Hamme und Jan Albroscheit (Fakultät für Erziehungswissenschaft, Psychologie und Bewegungswissenschaft)
- Jana Tereick (Fakultät für Geisteswissenschaften)
- Kai Jensen (Fakultät für Mathematik, Informatik und Naturwissenschaften)

2012
- Ulrike Lembke (Fakultät für Rechtswissenschaft)
- Silke Boenigk und Viktoria Schuchardt (Fakultät Wirtschafts- und Sozial-wissenschaften)
- Oliver Zehler (Medizinische Fakultät)
- Benedikt Sturzenhecker und Iris Beck (Fakultät für Erziehungswissenschaft, Psychologie und Bewegungswissenschaft)
- Thomas Schramme (Fakultät für Geisteswissenschaften)
- Henning Moritz (Fakultät für Mathematik, Informatik und Naturwissenschaften)

2011
- Matthias Klatt (Fakultät für Rechtswissenschaft)
- Udo Mayer, Ralph Kattenbach und Simon Fietze (Fakultät Wirtschafts- und Sozialwissenschaften)
- Rüdiger Lemke (Medizinische Fakultät)
- Sylvie Vincent (Fakultät für Erziehungswissenschaft, Psychologie und Bewegungswissenschaft)
- Sabine Grosskopf (Fakultät für Geisteswissenschaften)
- Felix Ament (Fakultät für Mathematik, Informatik und Naturwissenschaften)

2010
- Roland Broemel und Niklas Marwedel (Fakultät für Rechtswissenschaft)
- Holger Schlegel (Fakultät Wirtschafts- und Sozialwissenschaften)
- Christian Gerloff (Medizinische Fakultät)
- Alexander Redlich (Fakultät für Erziehungswissenschaft, Psychologie und Bewegungswissenschaft)
- Rainer Nicolaysen (Fakultät für Geisteswissenschaften)
- Martin Kalinowski (Fakultät für Mathematik, Informatik und Naturwissenschaften)

2009
- Ulrich Ramsauer (Fakultät für Rechtswissenschaft)
- Kai-Uwe Schnapp (Fakultät Wirtschafts- und Sozialwissenschaften)
- Wolfgang Hampe (Medizinische Fakultät)
- Andreas Grünewald (Fakultät für Erziehungswissenschaft, Psychologie und Bewegungswissenschaft)
- Lars Schmeink (Fakultät für Geisteswissenschaften)
- Oliver Hallas (Fakultät für Mathematik, Informatik und Naturwissenschaften)

### Hochschule für Angewandte Wissenschaften Hamburg(HAW)
2025
- Katharina Gerhardt (Fakultät Design, Medien und Information)
- Konstanze von Papp (Department Public Management)
- Moritz Kielmann (Department Umwelttechnik)
- Gesine Witt (Department Umwelttechnik)
- Anna Usbeck (Department Maschinenbau und Produktion)

2024
- Silke Betscher (Fakultät für Wirtschaft und Informatik)
- Hohanna Buchcik (Fakultät Life Science)
- Heike Grebin und Annalena Maul (Fakultät Design, Medien und Information)
- Ulrich Sauvagerd (Fakultät Technik und Informatik)

2023
- Laura Dittmar (Fakultät Wirtschaft und Soziales, Department Wirtschaft)
- Meike-Annika Wilke (Fakultät Life Sciences, Department Biotechnologie)
- Oscar Oomens (Fakultät Design, Medien und Information, Department Medientechnik)
- Karin Landenfeld (Fakultät Technik und Informatik, Department Informations- und Elektrotechnik)

2022
- Stephan Weiland (Fakultät Wirtschaft und Soziales, Department Gesundheitswissenschaften)
- Timon Kampschulte (Fakultät Life Sciences, Department Umwelttechnik)
- Kajan Luc und Juliane Katzer (Fakultät Design, Medien und Information)
- Henner Gärtner (Fakultät Technik und Informatik, Department Maschinenbau und Produktion)

2021
- Stefan Tuschl (Fakultät Wirtschaft und Soziales, Department Wirtschaft)
- Achim Schmidt (Fakultät Technik und Informatik, Department Maschinenbau und Produktion)
- Nina Riedel (Fakultät Life Sciences, Department Ökotrophologie)
- Petja Ivanova (Fakultät Design, Medien und Information, Department Design)

2020
- Helen Ahlert (Fakultät Wirtschaft und Soziales, Department Soziale Arbeit)
- Sven Jerzembeck (Fakultät Technik und Informatik, Department Maschinenbau und Produktion)
- Timon Kampschulte (Fakultät Life Sciences, Department Umwelttechnik)
- Vera Marie Rodewald und Christina Kutscher (Fakultät Design, Medien und Information, Department Information)

2019
- Thomas Cirsovius (Fakultät Wirtschaft und Soziales, Department Public Management)
- Hanno Ihme-Schramm (Fakultät Technik und Informatik, Department Fahrzeugtechnik und Flugzeugbau)
- Petra Naujoks (Fakultät Life Sciences, Department Ökotrophologie)
- Anke Haarmann (Fakultät Design, Medien und Information, Department Design)

2018
- Adelheid Iken (Fakultät Wirtschaft und Soziales, Department Wirtschaft)
- Heike Neumann (Fakultät Technik und Informatik, Department Informations- und Elektrotechnik)
- Volker Skwarek (Fakultät Life Sciences, Department Wirtschaftsingenieurwesen)
- Maika Büschenfeldt (Fakultät Design, Medien und Information, Department Information)

2017
- Mareike Ottrand (Fakultät Design, Medien und Information, Department Design)
- Thomas Schiemann (Fakultät Life Sciences, Department Medizintechnik)
- Gordon Konieczny (Fakultät Technik und Informatik, Department Fahrzeugtechnik und Flugzeugbau)
- Christian Decker und Fabian-Simon Frielitz (Fakultät Wirtschaft und Soziales)

2016
- Jürgen Frisch (Fakultät Design, Medien und Information, Department Design)
- Arne Johannssen (Fakultät Life Sciences, Hochschulübergreifender Studiengang Wirtschaftsingenieurwesen)
- Klaus Jünemann (Fakultät Technik und Informatik, Department Informations- und Elektrotechnik)
- Jürgen Georg Brandt (Fakultät Wirtschaft und Soziales, Department Soziale Arbeit)

2015
- Arne Jansch (Fakultät Life Sciences, Department Medizintechnik)
- Philipp Jenke, Professor für Informatik (Fakultät Technik und Informatik, Department Informatik)
- Annita Kalpaka (Fakultät Wirtschaft und Soziales, Department Soziale Arbeit)
- Edmund Weitz (Fakultät Design, Medien und Information, Department Medientechnik)

2014
- Jörn Einfeldt (Fakultät Life Sciences, Department Umwelttechnik)
- Thomas Görne (Fakultät Design, Medien und Information, Departments Medientechnik und Design)
- Jan Henning Lange (Fakultät Technik und Informatik, Department Fahrzeugtechnik und Flugzeugbau)
- Sandra Meister (Fakultät Wirtschaft und Soziales, Department Wirtschaft)

2013
- Thorsten Bellon (Fakultät Life Sciences, „Führungslehre“)
- Gesa Lange (Fakultät Design, Medien und Information, Department Design)
- Frauke Schwarting und Sabine Stövesand (Fakultät Wirtschaft und Soziales, Department Soziale Arbeit)
- Ulrich Sauvagerd (Fakultät Technik und Informatik, Department Informations- und Elektrotechnik)

2012
- Christian Decker (Fakultät Wirtschaft und Soziales, Außenwirtschaft / Internationales Management)
- Armin Gregorzewski (Fakultät Life Sciences, Thermodynamik und Strömungslehre)
- Frank Koppenhagen (Fakultät Technik und Informatik, Department Maschinenbau und Produktion; Maschinenelemente und Produktentwicklung)
- Bernd Mölck-Tassel (Fakultät Design, Medien und Information, Department Design; Buchillustration)

2011
- Peter Berger (Fakultät Life Sciences, Personalführung)
- Birgit Menzel (Fakultät Wirtschaft und Soziales, Department Public Management)
- Günter Willich (Fakultät Technik und Informatik, Department Fahrzeugtechnik und Flugzeugbau)

2010
- Timon Gehrhardt (Fakultät Design, Medien und Information; Informationsarchitektur)
- Annette Seibt (Fakultät Life Sciences, Public Health)
- Kai von Luck (Fakultät Technik und Informatik, Department Informatik; Angewandte Informatik)
- Petra Weber und Katharina Straß (Fakultät Wirtschaft und Soziales)

2009
- Stefanie Harjes (Fakultät Design, Medien und Information, Department Design; Buchillustration)
- Bernd Kellner (Fakultät Life Sciences, Department Medizintechnik; Medizinische Gerätetechnik)
- Gunter Klemke (Fakultät Technik und Informatik, Department Informatik; Rechnernetze und verteilte Systeme)

### Hochschule für Bildende Künste Hamburg(HFBK)
- 2025: David Huss (Künstlerischer Werkstattleiter für Medientechnik und Elektronik)
- 2024: Birgit Brandis (Künstlerische Werkstattleiterin für Drucktechniken)
- 2023: Nora Sternfeld (Theorie und Geschichte)
- 2022: Annika Larsson (Zeitbezogene Medien)
- 2021: Valentina Karga (Einführung in das künstlerische Arbeiten [Design])
- 2020: Astrid Mania (Kunstkritik und Kunstgeschichte)
- 2019: Lutz Jelinski (Künstlerischer Werkstattleiter für Film / digitalen Schnitt)
- 2018: Tim Albrecht (Künstlerischer Werkstattleiter für Grafik und digitalen Satz)
- 2017: Ingrid Jäger (Künstlerische Werkstattleiterin für Keramik)
- 2016: Heike Mutter (Einführung in das künstlerische Arbeiten)
- 2015: Geelke Gaycken (Grundlagen / Orientierung)
- 2014: Julia Lohmann (Grundlagen / Orientierung)
- 2013: Michael Diers (Kunstgeschichte)
- 2012: Rainer Korsen (Künstlerischer Werkstattleiter für Elektronik)
- 2011: Hanne Loreck (Kunst- und Kulturwissenschaften) und Michaela Ott (Ästhetische Theorien)
- 2010: Achim Hoops (Grundlagen / Orientierung)
- 2009: Thomas Bernstein (Grundlagen / Orientierung)

### Hochschule für Musik und Theater Hamburg(HfMT)
- 2025: Nicole Dellabona (Fachbereich Regie Musiktheater, Schulmusik)
- 2024: Naomi Seiler (Fachbereich Schulmusik und Instrumentalpädagogik)
- 2023: Thomas Hettwer (Schulpraktisches Klavierspiel)
- 2022: Dorothee von Moreau, Karin Barbara Holzwarth, Nicola Nawe und Gitta Strehlow (Musiktherapie)
- 2021: Catherina Lühr (Bewegung / Choreographie)
- 2020: Alexander Schubert (Multimedia Komposition)
- 2019: Isabel Moreton Achsel (Harfe) und Nicole Dellabona (Gesang)
- 2018: Matthias Stötzel (Pianist, Arrangeur)
- 2017: Reinhard Bahr (Musiktheorie)
- 2016: Montserrat Borreda (Körper und Bewegung)
- 2015: Frank Düwel (Musikregie)
- 2014: Gerhart Darmstadt (Kammermusik) und Isolde Kittel-Zerer (Kammermusik)
- 2013: Wolfgang Zerer (Orgel)
- 2012: Marc Aisenbrey und Jörn Dopfer (Sprechbildung / Gesang)
- 2011: Cornelius Trantow (Chorleitung)
- 2010: Catherine Fourcassié (Musiktheorie)
- 2009: noch keine Verleihung an ein Mitglied der HfMT

### Technische Universität Hamburg(TUHH)
- 2025: Nikola Bursac (Studiengang General Engineering Science)
- 2024: Koojana Kuladinithi (Studiengang Informatik-Ingenieurwesen – Information and Communication Systems) und Dorothee Schielein (Studiengang Lehramt an berufsbildenden Schulen – Fachrichtung Medientechnik)
- 2023: Kay Smarsly (Institut für Digitales und Autonomes Bauen)[1]
- 2022: Axel Dürkop (Wissenschaftlicher Mitarbeiter im Institut Technische Bildung und Hochschuldidaktik) und Thorsten A. Kern (Institut Mechatronik im Maschinenbau)[2]
- 2021: Johanna Peters (Institut für Mechanik und Meerestechnik)
- 2020: Dennis Clemens (Institut für Mathematik)
- 2019: Kathrin Fischer (Institut für Quantitative Unternehmensforschung) und Marko Lindner (Institut für Mathematik)
- 2018: Norbert Hoffmann (Institut für Strukturdynamik)
- 2017: Bodo Fiedler (Institut Kunststoffe und Verbundwerkstoffe) und Robert Seifried (Institut für Mechanik und Meerestechnik)[3]
- 2016: Cornelius Herstatt (Institut für Technologie- und Innovationsmanagement)[4]
- 2015: Dieter Krause und Gregor Beckmann (beide Institut für Produktentwicklung und Konstruktionstechnik)[5]
- 2014: Herbert Werner (Institut für Regelungstechnik)[6][7]
- 2013: Michael Schlüter (Institut für Mehrphasenströmungen)[8]
- 2012: Irina Smirnova (Institut für Thermische Verfahrenstechnik)[9]
- 2011: Volker Turau (Institut für Telematik)[10]
- 2010: Gerhard Schmitz (Institut für Thermofluiddynamik)[11]
- 2009: Christian Kautz (Fachdidaktik der Ingenieurwissenschaften)[12]

### HafenCity Universität Hamburg(HCU)
- 2025: Barbara Ludescher (Studiengang Architektur)
- 2024: Antje Stokman (Studiengang Architektur und Stadtplanung)
- 2023: Christian Steuck (Studiengang Bauingenieurwesen; Wissenschaftlicher Mitarbeiter für Mathematik und Bauphysik)[13]
- 2022: Johanna Hoerning (Studiengang Stadtplanung und Urban Design; Stadt- und Regionalsoziologie)
- 2021: Annette Eicker (Studiengang Geomatik; Geodäsie und Geoinformatik)
- 2020: Jörg Pohlan (Studiengang Stadtplanung; Stadtentwicklung und Quantitative Methoden der Stadt- und Regionalforschung)
- 2019: Martin Wickel (Studiengang Stadtplanung; Recht und Verwaltung)
- 2018: Annette Eicker (Studiengang Geomatik; Geodäsie und Geoinformatik) und Monika Grubbauer (Studiengang Stadtplanung; Geschichte und Theorie der Stadt)
- 2015: Peter-Matthias Klotz (Studiengang Bauingenieurwesen)
- 2014: Friedrich Keller und Thomas Willemsen (beide Studiengang Geomatik)
- 2013: Klaus Sill (Studiengang Architektur, Lehrgebiet Konzeptionelles Entwerfen und Gebäudelehre)[14]
- 2012: Thomas Schramm (Studiengang Geomatik)
- 2011: Bernd Kritzmann (Studiengang Architektur) und Thomas Kersten (Studiengang Geomatik)
- 2010: Diedrich Nölting (Studiengang Bauingenieurwesen)
- 2009: Michael Staffa (Studiengang Architektur)